# Stichopus quadrifasciatus
Stichopus quadrifasciatus is een zeekomkommer uit de familie Stichopodidae.
De wetenschappelijke naam van de soort werd in 1999 gepubliceerd door Massin.